# Superman II
Superman II is een Amerikaanse film uit 1980 gebaseerd op het DC Comics personage Superman. De film is een vervolg op de film Superman uit 1978. Beide films werden tegelijk opgenomen. De regie werd gedaan door Richard Donner en Richard Lester. Hoofdrollen werden vertolkt door Christopher Reeve, Gene Hackman en Ned Beatty.

## Verhaal
De film begint met een flashback op de planeet Krypton. Hier worden de criminele General Zod en zijn handlangers Ursa en Non vanwege hun misdaden verbannen naar de Phantom Zone. Een van de Kryptonianen die het drietal veroordeelt is Jor-El, de vader van Superman.
Vervolgens verplaatst de scène zich naar het heden, waarin Superman een waterstofbom waarmee een groep terroristen de stad Parijs wilden opblazen onschadelijk maakt. Hij gooit de bom de ruimte in waar het ding explodeert. De explosie in de ruimte vernietigt echter de poort naar de Phantom Zone waardoor Zod, Non en Ursa kunnen ontsnappen. Ondertussen is ook Lex Luthor uit de gevangenis ontsnapt met behulp van Miss Teschmacher. Hij lokaliseert Supermans fort op de Noordpool. Hij gaat naar dit fort en ontdekt daar middels een hologram het bestaan van de drie Kryptoniaanse criminelen. Het feit dat het hologram zich afspeelt bewijst dat het drietal in de buurt moet zijn.
Clark Kent en Lois Lane zijn voor een reportage bij de Niagarawatervallen, waar Superman een jongen redt die over de reling was gevallen. Lois concludeert dat het te toevallig is dat Superman altijd opduikt als Clark even weg is. Ze probeert haar theorie dat Superman en Clark een en dezelfde zijn te bewijzen door zelf ook over de reling te springen. Clark besluit haar niet als Superman te redden, maar zonder dat iemand het ziet met zijn laserogen een tak af te snijden die Lois kan gebruiken om te blijven drijven. Even is Lois overtuigd dat ze wellicht ongelijk had, maar wanneer Clark die avond een wijnglas uit de open haard haalt met zijn blote handen weet ze het zeker: Clark is Superman. Clark bekent eindelijk zijn geheim en neemt Lois zelfs mee naar zijn fort op de Noordpool. Daar krijgt het duo van een hologram van Clarks biologische moeder te horen wat de consequenties van hun relatie zijn. Clark besluit een relatie met Lois te kiezen boven zijn heldenleven, en gebruikt een machine in het fort om zichzelf te veranderen in een normaal mens.
Ondertussen arriveren de drie Kryptoniaanse criminelen op de maan, waar ze een NASA-maanlander verwoesten. Ze beseffen dat ze op Aarde blijkbaar over superkrachten beschikken. Het trio begeeft zich naar de Aarde en terroriseert een kleine stad. Vervolgens vallen ze het Witte Huis aan en dwingen de president de macht aan hen over te dragen.
Lois en de nu krachteloze Clark reizen terug naar Metropolis. Onderweg krijgen ze ruzie met een aantal truckchauffeurs in een kroeg. Tot zijn schok ziet Superman het nieuwsbericht over de supercriminelen. General Zod daagt via de tv-uitzending Superman uit voor een duel. Clark haast zich terug naar het fort en probeert wanhopig zijn krachten te herstellen. Dit lukt uiteindelijk via een groen kristal van het controlepaneel dat Lois achter had gehouden.
Lex Luthor bezoekt de drie Kryptonianen en vertelt hen over zijn vijandschap met Superman. Hij onthult dat Superman de zoon is van Jor-El, en dat ze hem ongetwijfeld kunnen uitlokken door Lois als aas te gebruiken. Het trio valt de Daily Planet aan en vangt Lois. Superman komt eindelijk opdagen en bevecht het trio. De drie hebben dezelfde krachten als Superman en hij kan zich dan ook met moeite staande houden. Uiteindelijk lijkt Superman het op te geven en te vluchten. Lex weet dat Superman naar zijn fort op de Noordpool zal gaan. Samen met het trio en de nog altijd gevangen Lois zet hij de achtervolging in.
In het fort probeert Superman de drie schurken te overmeesteren, maar moet zich overgeven wanneer ze Lois dreigen te doden. Superman probeert middels Luthor de drie criminelen de machine die hen in normale mensen kan veranderen te laten betreden. Luthor verraadt Superman en onthult zijn plan aan Zod. Die dwingt op zijn beurt Superman om zelf de machine nogmaals te gebruiken en weer een gewoon mens te worden. Superman gebruikt de machine, maar nadat hij eruit komt verslaat hij zonder moeite Zod. Het blijkt dat Superman er op had gerekend dat Luthor hem zou verraden, daarom had hij de machine aangepast. De straling die Kryptonianen in mensen verandert werd nu in het hele fort losgelaten, behalve in de machine zelf. Derhalve heeft Superman zijn krachten nog, maar zijn Zod, Ursa en Non nu gewone mensen. Non probeert Superman aan te vallen, maar valt in een kloof omdat hij nu niet meer kan vliegen. Lois slaat Ursa eveneens de kloof in.
Terug in Metropolis gebruikt Superman een vorm van telepathie om Lois' kennis over zijn dubbele identiteit te wissen. Vervolgens gaat hij als Clark naar de kroeg, en neemt wraak op de truckchauffeurs die hem en Lois eerder lastigvielen.
De film eindigt met de mededeling dat er een derde film zal volgen.

## Rolverdeling
| Acteur            | Personage             |
| ----------------- | --------------------- |
| Gene Hackman      | Lex Luthor            |
| Christopher Reeve | Clark Kent / Superman |
| Margot Kidder     | Lois Lane             |
| Ned Beatty        | Otis                  |
| Jackie Cooper     | Perry White           |
| Marc McClure      | Jimmy Olsen           |
| Terence Stamp     | General Zod           |
| Sarah Douglas     | Ursa                  |
| Jack O'Halloran   | Non                   |
| Susannah York     | Lara                  |
| E. G. Marshall    | De president          |
| Valerie Perrine   | Eve Teschmacher       |

- Richard Donner heeft een cameo in de film.
- Rhea Perlman en John Ratzenberger hebben ook cameo’s in de film.

## Achtergrond

### Productie
De productie van Superman II ging tegelijk van start met die van de eerste Superman-film. De twee films waren geacht nauw op elkaar aan te sluiten; zo moest volgens het scenario de eerste film eindigen met dat een nucleaire raket afkomstig van Lex Luthor’s plan de Phantom Zone zou raken en zodoende Zod, Nor en Ursa zou bevrijden.
De productie van beide films, maar met name Superman II, werd echter geplaagd door onenigheid en andere problemen op de set. Regisseur Richard Donner had vaak conflicten met de producers omdat zij de film een meer camp-achtige ondertoon wilden geven, terwijl hij graag een serieuze film wilde maken. Hij werd daarom vervangen door Richard Lester, die een heel andere kijk op de film had dan Donner. Toen bovendien Superman II eerder klaar dreigde te zijn dan de originele film, werd de productie stopgezet, zodat de acteurs zich geheel konden concentreren op de eerste film. Tevens werd de eerste film met een gesloten einde afgesloten voor het geval de film een flop zou zijn.
Toen Superman een groot succes bleek, werd de draad voor Superman II weer opgepakt, met alsnog Donner als regisseur. Doordat er inmiddels twee jaar was verstreken sinds het project was stopgezet, zijn er enkele duidelijke verschillen te zien tussen bepaalde scènes in de film. Vooral noemenswaardig is Margot Kidder, die in de scènes gefilmd door Donner een heel ander kapsel en make-up heeft dan in de scènes gefilmd door Lester. Gene Hackman wilde niet terugkeren om de film te voltooien, waardoor zijn personage veel minder voorkomt in de film dan aanvankelijk gepland.
De uiteindelijke versie van de film is grotendeels die zoals Lester hem in gedachten had, met ongeveer 25% aan beeldmateriaal gefilmd door Donner. Op 28 november 2006 werd Richard Donners versie van de film alsnog uitgebracht onder de naam Superman II: The Richard Donner Cut.

### Muziek
John Williams keerde niet terug als componist voor Superman II. Ken Thorne werd ingehuurd als componist, maar hij recyclede veel van de muziek van Williams en voegde maar relatief weinig nieuw materiaal toe.

### Uitgave en ontvangst
Superman II kwam in Europa en Australië eerder uit dan in de Verenigde Staten.
De film was net als zijn voorganger een groot succes, en heeft mede vanwege de controverse over de twee verschillende versies van Donner en Lester een cultstatus bereikt.
Financieel was Superman II de op twee na meest succesvolle film van 1981, met een opbrengst van $108.185.706 in de Verenigde Staten. Ook reacties van critici waren positief. Op Rotten Tomatoes scoort de film 88% aan goede beoordelingen. Roger Ebert gaf de film vier sterren.
De film werd echter bekritiseerd door anti-rook campagnes, omdat de film deels was gefinanceerd door Marlboro en als gevolg daarvan veel sluikreclame voor het merk bevat. In totaal is het sigarettenmerk 22 keer te zien in de film. Tevens werd kritiek geuit op het feit dat Lois Lane in de film rookt, terwijl ze dat in de strips nooit doet.

## Prijzen/nominaties
Superman II werd in totaal genomineerd voor 5 prijzen, waarvan hij er 2 won:
1982:
- Vier Saturn Awards:
  - Beste Sciencefictionfilm - gewonnen
  - Beste acteur (Christopher Reeves)
  - Beste actrice (Margot Kidder)
  - Beste muziek

2007:
- De Saturn Award voor “Best DVD Special Edition Release” - gewonnen